# حي الصحافة (الخرطوم)
حي الصحافة هو حي من أحياء جنوب العاصمة السودانية الخرطوم. ويبعد 5 كيلومترات (3.106 ميل) عن وسط المدينة.ويعتبر واحد من الأحياء الكبيرة والمهمة لقرب موقعه من مركز الإدارة والحكم في الخرطوم ودور شبابه النشط في ثورة ديسمبر وانتماء عدد من الشخصيات البارزة إليه ودور الصحافة السودانية في تأسيسه.

## سبب التسمية
تعود تسمية الحي إلى الصحافة السودانية وبالتحديد صحيفة « الصحافة» التي تبنت في عام1968م، طرح فكرة خطة إسكانية لإسكان منسوبي الدولة. وكان صاحب الفكرة هو الصحافي شريف طمبل رئيس تحرير الصحيفة، والذي أصبح فيما بعد أحد سكان حي الصحافة وسط، مربع 35. وقد نجحت صحيفة الصحافة في تحويل فكرة إنشاء الحي إلى قضية رأي عام تكللت بتسليم الأهالي المستحقين لأراضيهم فيه والذين أجمعوا لاحقاً بإطلاق اسمها علي الحي الجديد احتفاء بالدور الرقابي الذي قامت به.

## الموقع
يقع الحي بين خط العرض 15 درجة و31 دقيقة و50.88 ثانية (15°31'50.88") وخط الطول 32 درجة و32 دقيقة و33 ثانية. (32°32'33")، في منطقة جنوب وسط الخرطوم على مساحة تمتد طولاً إلى 12.44 كيلومتر (7.729 ميل).

## تاريخ تأسيس الحي
تبدأ قصة تأسيس الحي في عام 1968 م، عندما أعلنت الحكومة السودانية عن تخطيط حي حديث في المنطقة لمنتسبيها في الأساس ووزعت ايصالات تسجيل للراغبين في الإقامة بالحي برسوم قدرها 61 جنيه سوداني، إلا أن تخطيط الحي وتسليمه لم يتم بالسرعة المطلوبة فشرعت صحيفة الصحافة وصاحبها الصحافي عبد الرحمن مختار بالكتابة في الموضوع ونشر شكاوي المواطنين لفترة من الزمن حتى تشكلت لجنة شعبية لممارسة الضغط على الحكومة من خلال عقد الإجتماعات الدورية العامة وتنظيم المظاهرات والاحتجاجات التي تولت الصحافة تغطيتهااعلامياً وأشهرها التظاهرة التي وصلت إلى حي الخرطوم 2 المجاور للمنطقة حيث يقع منزل رئيس وزراء السودان آنذاك محمد أحمد محجوب، ولم يمض وقت طويل حتى وفد إلى المكان فريق من المهندسين وعمال التخطيط والمساحة الذين نصبوا خيامهم في المكان الذي تقع عليه «محطة سبعة» الحالية بحي الصحافة ومن ثم تم توزيع قطع الأراضي على المستحقين. 

## التخطيط العمراني
تم تقسيم حي الصحافة من حيث التخطيط العمراني إلى مربعات سكنية، تبدأ بمربع 15 غرباً وهو المتاخم للشارع الرئيس لحي جبرة جنوب الخرطوم المجاور ويتجه شرقاً حتى شارع أفريقيا القريب من مطار الخرطوم الدولي. وتتوافر في كل مربع عدة مؤسسات خدمية كالأسواق والمراكز الصحية، والمدارس، والمخابز. بالإضافة إلى ميدانين صغيرين للترويح وممارسة النشاط الثقافي والرياضي والاجتماعي لشبيبة المربع وجمعيات خيرية خدمية.

## أقسام الحي
يتكون الحي من ثلاثة احياء اصغر هي:

### حي الصحافة غرب
يقع غرب شارغ الصحافة زلط شارع القصر جنوب، من المربع 15 الي المربع 28 ويضم مدارس ابتدائية وثانوية للبنين والبنات وبها مركز صحي الصحافة غرب وميادين للخدمات.

### حي الصحافة وسط
يقع بين شارعي الصحافة زلط والصحافة شرق شارع محمد نجيب، ويضم المربعات من 29 الي مربع 35 وبه قسم شرطة الصحافات ومجلس بلدي الصحافة به عدد من مدارس الابتدائية بنين وبنات ومدارس ثانوية خاصة وملاعب مسورة ذات ارض خضراء وويضم الحي عدداً من مشاهير كرة قدم وكرة الطائرة إلى جانب شهيد الثورة مجتبي صلاح وهو من أبناء مربع 33.

### حي الصحافة شرق
يقع غرب شارع الخرطوم مدني وشرق شارع محمد نجيب ويضم المربعات 36 إلى مربع 42 ويضم عدد من المدارس الابتدائية والثانوية وميادين للخدمات.

## السكان
كان معظم سكان أحياء الصحافة من منسوبي السكة حديد البريد والطيران والتعليم حسب الخطة السكانية لمنسوبي الدولة في عهد الرئيس الاسبق جعفر محمد نميري. ولكن تسكنه مجموعات اثنية مختلفة من داخل السودان وخارجه ومن بينها جنسيات اثيوبية.

## التعليم
عند نشأة الصحافة كانت هناك مدرستان إبتدائيتان فقط هما مدرسة «الحزام شمال» الواقعة في مربع 16 وتسمى الآن مدرسة القادسية، ومدرسة «الحزام جنوب» الواقعة في مربع 23 وتعرف الآن باسم مدرسة الزبير بن العوام. أما المدارس المتوسطة فقد كانت واحدة فقط لكل مربعات الصحافة وهي «مدرسة الصحافة غرب» المتوسطة وتعرف الآن بمدرسة القدس الثانوية. وكانت المدارس تسقبل التلاميذ القادمين من أحياءالصحافة والعشرة والامتداد وأركويت. وبمرور ازداد عدد المدارس على مختلف المراحل.

## أعلام حي الصحافة
- الشهيد مجتبي صلاح
- شريف طمبل، رئيس تحرير صحيف الصحافة السابقة
- الدكتور مبارك عيسى، الإستاذ بجامعة بجري حاليا
- محي الدين تيتاوي، صحافي
- جلال لطفي رئيس القضاء والمحكمة الدستورية الأسبق
- إدريس دبي، رئيس تشاد السابقث
- الدكتور لام أكول، وزير خارجية سابق وسياسي من جنوب السودان
- لويجي أدوك، سياسي سابق من جنوب السودان
- طارق نصر الدين، فنان تشكيلي
- إسحق عثمان، مذيع تلفزيون
- محمد جمال الدين، إعلامي
- يوسف الموصلي، فنان موسيقار
- عبد المنعم الخالدي، مطرب
- جلال الصحافة، مغني
- حامد بري، حارس مرمي سابق بالفريق القومي وفريق المريخ الرياضي[4]